# Clara Barton
Clara Barton, geboren Clarissa Harlowe Barton (Oxford, Massachusetts, 25 december 1821 – Glen Echo, Maryland, 12 april 1912) was een Amerikaans lerares, verpleegkundige en tevens een van de oprichters van het Amerikaanse Rode Kruis.

## Jonge jaren
Barton groeide als jongste op in een gezin van zes kinderen. Op de leeftijd van 15 jaar werd ze onderwijzer. In 1850 en 1851 studeerde zij aan de Clinton Liberal Institute om het jaar erna een gratis openbare school in Bordentown, in de staat New Jersey, te openen. Nadat deze school te groot werd om volgens de gemeenteraad door een vrouw geleid te worden, verliet Barton de school. Ze verhuisde midden jaren 1850, naar Washington D.C. en ging bij het US Patent Office werken. Daar werd zij vanwege haar antislavernijstandpunt ontslagen.

## Burgeroorlog
Gedurende de Burgeroorlog werd Barton een verpleegkundige in het ziekenhuis in Washington D.C. Na het overlijden van haar vader ging zij mee het veld in, waar zij begon als distributeur van voorraden voor het Noordelijke leger. Omdat zij zich in deze functie van onvoldoende waarde achtte, werd zij een onafhankelijke verpleegster en verkreeg ook toestemming om aan het front te mogen gaan werken. Zij hielp tijdens de Eerste Slag bij Bull Run en later ook bij de slag bij Antietam gewonde soldaten, zocht er naar vermisten en distribueerde voorraden. In december dat jaar vond bij Fredericksburg in Virginia de bekende slag bij Fredericksburg plaats, ook daar was Barton bij. Al doende leidde ze een aantal uit slavernij bevrijde vrouwen op tot verpleegster.
Gedurende de oorlog hielp Barton zowel soldaten van het Noordelijke, als van het Zuidelijke leger. Ze hielp de gewonde soldaten en krijgsgevangenen met voorraden van het Noordelijke leger, maar ook met hulpmiddelen die zij zelf had aangeschaft. Na de oorlog kreeg zij door het Congres haar onkosten vergoed. Op de slagvelden verkreeg zij al snel de bijnaam The Angel of the Battlefield. In 1864 werd zij aangewezen als toezichthouder van het Army of the James. Nadat haar diensten niet meer nodig waren als oorlogsverpleegster, ging zij voor het Ministerie van Oorlog werken. Aldaar probeerde zij soldaten met hun familie te herenigen en uit te zoeken waar vermiste soldaten zich bevonden. Ook gaf zij lessen over de Burgeroorlog. In maart 1865 wees president Abraham Lincoln Barton aan om vermiste soldaten op te gaan speuren. Het was haar taak om verontruste familieleden en vrienden te vertellen waar zij hun vermiste persoon konden vinden. Barton moest hiervoor in Annapolis in Maryland lijsten van gevangenen en omgekomen soldaten doorlezen. Nadat zij deze taak op zich heeft gekregen, richtte zij het Bureau voor Documentatie en Vermiste Manschappen van de Legers van de Verenigde Staten op. Dit bureau publiceerde ook de lijsten van vermisten. Ook zamelde ze fondsen in voor hulp aan oorlogsslachtoffers door middel van een serie lezingen over haar oorlogservaringen, samen met Frederick Douglass, William Lloyd Garrison en Sojourner Truth. Ze moest daarmee stoppen toen na 200 spreekbeurten haar stem het begaf.

## Oprichting Rode Kruis
Tijdens een bezoek aan Europa, werd Barton in 1869 lid van het Internationale Rode Kruis, zij werkte gedurende de jaren 1870 en 1871 samen met die organisatie in de Frans-Duitse Oorlog. Na thuiskomst begon zij samen met vrienden, waaronder Frederick Douglass, te lobbyen om een Amerikaanse tak op te richten. Ook probeerde zij de Verenigde Staten de Geneefse Conventies te laten tekenen. Het Amerikaanse Rode Kruis werd uiteindelijk in 1880-1881 opgericht en kreeg Barton als eerste voorzitter. Barton zorgde er voor dat het Amerikaanse Rode Kruis bij wet ook in vredestijd voor burgers in nood, bijvoorbeeld naar aanleiding van overstromingen of tornado's, moet kunnen zorgen. Als voorzitter was zij betrokken bij meerdere acties, waaronder bij het hulp bieden ten tijde van de Spaans-Amerikaanse Oorlog in Cuba en na de Galvestonorkaan.

## Ontslag en overlijden
In 1904 vond er een interne machtsstrijd plaats en waren er claims van financieel wanbeheer. Naar aanleiding van deze zaken nam Barton ontslag. Na haar werk voor het Rode Kruis bleef Barton voordrachten houden en zij schreef tevens haar herinneringen op in een boek dat in 1907 werd uitgegeven. Ze overleed thuis in Glen Echo, Maryland, op 12 april 1912.

## Decoraties
- IJzeren kruis

## Vernoemingen
Onder andere de volgende geografische locaties zijn vernoemd Clara Barton:
- Barton, een krater op Venus
- Barton County (Kansas)
- Clara Barton (New Jersey)